# Hidehiko Shimizu
Hidehiko Shimizu (清水 秀彦 Shimizu Hidehiko?, nacido el 4 de noviembre de 1954 en Tokio) es un exfutbolista y actual entrenador japonés que se desempeñaba como centrocampista.Pasó la totalidad de su carrera en el Nissan Motors.

## Clubes

### Como futbolista
| Club          | País  | Año         |
| ------------- | ----- | ----------- |
| Nissan Motors | Japón | 1977 - 1988 |

### Como entrenador
| Club               | País  | Año         |
| ------------------ | ----- | ----------- |
| Yokohama Marinos   | Japón | 1991 - 1994 |
| Avispa Fukuoka     | Japón | 1996        |
| Kyoto Purple Sanga | Japón | 1998 - 1999 |
| Vegalta Sendai     | Japón | 1999 - 2003 |